# Tero Seppälä
Tero Seppälä (* 25. ledna 1996 Järvenpää) je finský biatlonista.
Biatlonu se věnuje od roku 2008. Ve světovém poháru debutoval v lednu 2017, kde ve vytrvalostním závodě v Anterselvě dojel na 92. místě.
Ve své dosavadní kariéře nezvítězil ve světovém poháru v žádném individuálním závodě. Jednou triumfoval v kolektivních závodech, když ovládl smíšený závod dvojic v Oberhofu v lednu 2025. Jeho nejlepším individuálním výsledkem je páté místo ze stíhacího závodu z Östersundu v prosinci 2021.

## Výsledky

### Mistrovství světa a zimní olympijské hry
| Sezóna  | A   | Místo                | SP  | SZ  | HZ  | IZ  | ŠT  | SŠT | SZD | Věk    |
| ------- | --- | -------------------- | --- | --- | --- | --- | --- | --- | --- | ------ |
| 2016/17 | MS  | Hochfilzen           | 71. | –   | –   | 79. | 20. | –   | ×   | 21 let |
| 2017/18 | ZOH | Pchjongčchang        | 20. | 25. | 21. | 76. | –   | 6.  | ×   | 22 let |
| 2018/19 | MS  | Östersund            | 35. | 28. | –   | 31. | 17. | 10. | 12. | 23 let |
| 2019/20 | MS  | Anterselva           | 52. | 47. | –   | 87. | 26. | 9.  | 23. | 24 let |
| 2020/21 | MS  | Pokljuka             | 27. | 31. | –   | 36. | 19. | 13. | –   | 25 let |
| 2021/22 | ZOH | Peking               | 25. | 21. | 9.  | 23. | 17. | 11. | ×   | 26 let |
| 2022/23 | MS  | Oberhof              | 47. | 24. | 10. | 18. | 10. | –   | –   | 27 let |
| 2023/24 | MS  | Nové Město na Moravě | 31. | 49. | –   | 36. | 8.  | –   | –   | 28 let |
| 2024/25 | MS  | Lenzerheide          | 22. | 24. | 9.  | 31. | 10. | 9.  | 10. | 29 let |

Poznámka: Výsledky z olympijských her se do hodnocení světového poháru nezapočítávají, výsledky z mistrovství světa se dříve započítávaly, od mistrovství světa v roce 2023 se nezapočítávají.

## Vítězství v závodech světového poháru, na mistrovství světa a olympijských hrách

### Kolektivní
| Č. | sezóna    | datum          | místo            | disciplína           |
| -- | --------- | -------------- | ---------------- | -------------------- |
| 1. | 2024/2025 | 12. ledna 2025 | Oberhof, Německo | smíšený závod dvojic |